# Kleedje
Voor het kledingstuk, zie: jurk
Een kleedje is een kleine vorm van een kleed, een stuk stof dat iets bedekt of beschermt.
De benaming wordt dus gebruikt als verkleinwoord voor de diverse soorten kleden die kleiner zijn dan standaard kleed.
Maar ook is het een verzamelnaam voor verschillende kleedjes die gemaakt van/met kant, katoen of andere dunne, bewerkte stoffen. Meestal zijn deze wit van kleur.
Zo'n kleedje kan worden gebruikt als decoratie en onderzetter, die het meubel behoed voor krassen en andere beschadigingen. Vaak wordt benamingen gebruikt, zoals gehaakt kleedje en geweven kleedje, maar ook specifieke benaming als doily en antimakassar. Een gehaakt kleedje is meestal van katoen en wordt vaak door de techniek filet haken gemaakt, de andere vaker van kant.

## Soorten en gebruik
Een doily wordt als naam vooral gebruikt voor het gebruik als onderzetter of ook wel matje onder serviesgoed. Tegenwoordig worden veel meer vilt of papierviltjes of placemats gebruikt. In Nederland worden doily's nog wel gebruikt in traditionele kringen, gewoonlijk tussen bord en soepkom of tussen vruchtenbord en vingerkom (aangezien beide al bij aanvang gedekt worden maar het vruchtenbord pas bij de laatste gang gebruikt wordt). Buiten Nederland (in elk geval in Engeland en de Verenigde Staten) zijn doily's nog meer in gebruik. 
In Engeland, Frankrijk en Nederland worden de kleedjes gebruikt als onderzetters voor onder de binnenplanten, op zowel de vensterbank als op de tafel of andere meubelen. Deze zijn meestal geweven of gehaakt.
Het gehaakte kleedje wordt traditioneel ook gebruikt als decoratie in huis. Zo kan men het in menig huis vinden op de stoel of zitbank, waar het meestal op de rugleuning ligt. Ook op de armleuning wordt het zo soms gelegd. In Nederland is dit soort gebruik van decoratie vooral te vinden huizen van oudste generatie. Deze kleedjes kunnen ook geweven of 'geborduurd' zijn.
Deze decoratieve kleedjes vallen samen met de functionele kleedjes uit de tweede helft van de 19e eeuw en het begin van de 20e eeuw, die antimakassar worden genoemd. De antimakassar wordt op met stof beklede stoelen en banken gelegd ter bescherming van haarvetten. Vaak is de antimakassar ietsje groter dan een decoratief kleedje. Maar ze zijn vaak net zo decoratief. Wel kennen deze vaak meer dichtheid om zo de vetten ook daadwerkelijk op te vangen.